# Lepuri me pesë këmbë
Lepuri me pesë këmbë (A lebre das cinco patas, em português) é um filme jugoslavo de 1982, dirigido pelo realizador kosovar Ismail Ymeri.

## Sinopse
O furor da guerra abate-se sobre a idílica vida campestre, sobre a vida das crianças e dos seus jogos. Os adultos combatem-no; o mesmo fazem as crianças. Ambas as gerações escondem, uma da outra, qual o papel que desempenham no conflito. No olhar inquiridor das crianças, a guerra é um mistério. Quem é aliado e quem é inimigo? A curiosidade delas aumenta, originando atritos com os adultos, o que se torna perigoso.

## Elenco principal
- Abdurrahman Shala
- Beqir Gashi
- Bislim Muçaj
- Istref Begolli

## Sobre o filme
É a peculiar pressão psicológica, entre crianças e adultos, que cria e mantem toda a atmosfera do filme. Trata-se da primeira obra de um jovem que, na época, ainda nem tinha terminado os estudos na Academia de Teatro, Cinema e Televisão de Zagreb.
Constitui uma crónica dos anos de guerra na Albânia ocupada pelos italianos, que, na altura, incluia a população albanesa que vivia no Kosovo. Todos os acontecimentos são retratados através dos olhos de crianças que guardam ovelhas nos pastos; eles vêem atentamente os jogos de escondidas que se jogam à sua volta. Através do filme desenrolam-se acontecimentos dramáticos. O outrora mundo pacífico de atalhos e cocas (conta a lenda que uma lebre de cinco patas anda à solta) acaba de os abandonar.

## Prémios e nomeações
- Concorrente ao Grande Prémio do Festival de Pula em 1982.
- Concorrente ao Grande Prémio do Festival Internacional de Cinema da Figueira da Foz em 1983.